# Historique du parcours européen du SC Bastia
 (octobre 2024).
Si vous disposez d'ouvrages ou d'articles de référence ou si vous connaissez des sites web de qualité traitant du thème abordé ici, merci de compléter l'article en donnant les références utiles à sa vérifiabilité et en les liant à la section « Notes et références ».
Cette page présente l'historique complet des matchs disputés par le Sporting Club de Bastia depuis 1972.
Depuis sa fondation en 1905, le Sporting Club de Bastia a participé :
- 2 fois à la Coupe d'Europe des vainqueurs de Coupe,
- 2 fois à la Coupe de l'UEFA (une finale),
- 3 fois à la Coupe Intertoto (un titre, une demi-finale).

## 1972-1973
Coupe d'Europe des vainqueurs de coupes :
|   | Tour               | Club      | Aller | Retour | Total | Club               |   |
| - | ------------------ | --------- | ----- | ------ | ----- | ------------------ | - |
| 1 | Seizième de finale | SC Bastia | 0-0   | 1-2    | 1-2   | Atlético de Madrid | 2 |

## 1977-1978
Coupe UEFA :
|    | Tour                      | Club               | Aller | Retour | Total | Club               |    |
| -- | ------------------------- | ------------------ | ----- | ------ | ----- | ------------------ | -- |
| 3  | Trente-deuxième de finale | SC Bastia          | 3-2   | 2-1    | 5-3   | Sporting Portugal  | 4  |
| 5  | Seizième de finale        | SC Bastia          | 2-1   | 3-1    | 5-2   | Newcastle United   | 6  |
| 7  | Huitième de finale        | SC Bastia          | 2-1   | 3-2    | 5-3   | Torino FC          | 8  |
| 9  | Quart de finale           | SC Bastia          | 7-2   | 2-4    | 9-6   | FC Carl Zeiss Iéna | 10 |
| 11 | Demi-Finale               | Grasshopper Zürich | 3-2   | 0-1    | 3-3E  | SC Bastia          | 12 |
| 13 | Finale                    | SC Bastia          | 0-0   | 0-3    | 0-3   | PSV Eindhoven      | 14 |

## 1981-1982
Coupe d'Europe des vainqueurs de coupes :
|    | Tour               | Club      | Aller | Retour | Total | Club            |    |
| -- | ------------------ | --------- | ----- | ------ | ----- | --------------- | -- |
| 15 | Seizième de finale | KTP Kotka | 0-0   | 0-5    | 0-5   | SC Bastia       | 16 |
| 17 | Huitième de finale | SC Bastia | 1-1   | 1-3    | 2-4   | Dinamo Tbilissi | 18 |

## 1997-1998
Coupe Intertoto :
|    | Tour                           | Club                    | Aller | Retour  | Total | Club         |           |    |
| -- | ------------------------------ | ----------------------- | ----- | ------- | ----- | ------------ | --------- | -- |
| 19 | Phase de poules, groupe 2 : J1 | NK Hrvatski Dragovoljac | 0-1   |         |       | SC Bastia    |           |    |
| 20 | Phase de poules, groupe 2 : J2 | SC Bastia               | 1-0   |         |       | Silkeborg IF |           |    |
| 21 | Phase de poules, groupe 2 : J3 | Ebbw Vale AFC           | 1-2   |         |       | SC Bastia    |           |    |
| 22 | Phase de poules, groupe 2 : J4 | SC Bastia               | 1-2   |         |       | Grazer AK    |           |    |
| 23 | Demi-finale                    | Hambourg SV             | 0-1   | 1-1a.p. | 1-2   |              | SC Bastia | 24 |
| 25 | Finale                         | Halmstads BK            | 0-1   | 1-1a.p. | 1-2   |              | SC Bastia | 26 |

Coupe UEFA :
|    | Tour                      | Club            | Aller | Retour | Total | Club      |    |
| -- | ------------------------- | --------------- | ----- | ------ | ----- | --------- | -- |
| 27 | Trente-deuxième de finale | SC Bastia       | 1-0   | 0-0    | 1-0   | Benfica   | 28 |
| 29 | Seizième de finale        | Steaua Bucarest | 1-0   | 2-3    | 3E-3  | SC Bastia | 30 |

## 1998-1999
Coupe Intertoto :
|    | Tour           | Club          | Aller | Retour   | Total | Club               |    |
| -- | -------------- | ------------- | ----- | -------- | ----- | ------------------ | -- |
| 31 | Deuxième tour  | Vardar Skopje | 1-0   | 0-7      | 1-7   | SC Bastia          | 32 |
| 33 | Troisième tour | SC Bastia     | 2-0   | 2-3 a.p. | 4-3   | Altay SK           | 34 |
| 35 | Demi-finale    | SC Bastia     | 2-0   | 0-4      | 2-4   | Vojvodina Novi Sad | 36 |

## 2001-2002
Coupe Intertoto :
|    | Tour          | Club          | Aller | Retour | Total | Club      |    |
| -- | ------------- | ------------- | ----- | ------ | ----- | --------- | -- |
| 37 | Deuxième tour | Slaven Belupo | 1-0   | 1-0    | 2-0   | SC Bastia | 38 |

## Bilan

### Meilleures performances
- Coupe d'Europe des vainqueurs de Coupe : 1/8 de finaliste lors de la saison 1981-1982
- Coupe UEFA : finaliste lors de la saison 1977-1978
- Coupe Intertoto : vainqueur en 1997

### Adversaires européens
| - Hambourg SV - Newcastle United - FC Carl Zeiss Iéna - Grazer AK - Slaven Belupo - NK Hrvatski Dragovoljac - Silkeborg IF - Atlético de Madrid - FC KooTeePee - Torino FC |  | - Vardar Skopje - PSV Eindhoven - Ebbw Vale AFC - Benfica - Sporting Portugal - Steaua Bucarest - Vojvodina Novi Sad - Halmstads BK - Grasshopper Zürich - Altay SK - Dinamo Tbilissi |